# Francesco Eredi
Francesco Eredi, né à Ravenne vers 1575 (ou 1581) et mort vers 1629, est un compositeur de musique sacrée et profane italien.

## Biographie
Francesco Eredi (on trouve dans certaines sources la forme Heredi) est né à Ravenne à une date non déterminée. Les sources sont en désaccord quant à la date de naissance; certaines donnent le 10 octobre 1575, d’autres le 8 janvier 1581. La première date semble la plus probable, étant donné que déjà en 1599 Eredi est engagé comme professeur de musique au séminaire. Cette affectation est confirmée par une lettre en date du 10 juillet et envoyé par le vicaire Fabio Tempestino à l’archevêque de Ravenne Cristoforo Boncompagni, dans laquelle il est fait état de la crise qui obsédait à cette époque la chapelle de Ravenne, et dans laquelle les défaillances d’Eredi, sa jeunesse et sa légèreté en tant que professeur sont signalées. 
Il fait la majorité de sa carrière à Ravenne, en écrivant de la musique sacrée mais également de la musique profane. 
C’est  en 1600, qu’il connait ses premiers succès en tant que compositeur après avoir publié à Venise chez l’éditeur Ricciardo Amadino, son premier livre de madrigaux. L’ouvrage comprend vingt-trois madrigaux à cinq voix sur des vers de F. Alberti, Girolamo Parabosco, G. Casone et Giovanni Battista Guarini. Le vingt-deuxième madrigal de la collection, Parmi les fleurs, entre lusingatoda herbegiacque alma vague beauté, est spécialement composé pour le mariage de Cesare Rasponi et Claudia Gori. 
Puis en 1623, il publie de nouveau à Venise chez l’éditeur Bartolomeo Magni, une collection de psaumes pour cinq voix intitulé Integra omniumsolemnitatum soir Psalmodia quinque vocumcumduobus Beatae Mariaecanticis Virginis, un organum bassoad cum, dédiée au cardinal Luigi Capponi archevêque de Ravenne. Ce qui lui vaut la même année le poste de maître de chapelle à la cathédrale. Dans sa dédicace, il déclare que la collection est son "premier travail", peut-être parce qu’il le voit comme son premier véritable engagement artistique. Il retourne ensuite à la musique profane avec une collection de vingt madrigaux à cinq voix et continuo, sur des vers empruntés à l'Armide de La Jérusalem délivrée du poète italien Le Tasse, et qui est imprimé à Venise en 1629 par Alessandro Vincenti.
L'ouvrage rassemble vingt madrigaux dont la forme narrative et le dialogue forment un madrigal dramatique; Ravenne est une ville ayant un vif intérêt pour le théâtre. Bien que Ravenne n’ait pas de grands festivals de théâtre, chaque occasion religieuse, chaque événement est l’occasion pour des représentations théâtrales, ayant lieu principalement dans les monastères ou les académies. 
En outre, le choix d’Eredi, de paroles en vers est en ligne avec une certaine prédilection, montrée à Ravenne au cours du XVIIe siècle pour le genre pastoral. 
La date exacte de sa mort reste incertaine, certains auteurs parlent de l'année 1629.

## Œuvres
- Il primo libro de madrigali, 23 madrigaux, publié en 1600 à Venise.
- Integra omniumsolemnitatum vespertina psalmodia quinque vocumcumduobus Beatae Virginis Mariaecanticis, una cum bassoad organum, publié en 1623 à Venise.
- L'Armida del Tasso', opus 3, 20 madrigaux, publié en 1629 à Venise[4].
- Caro amoroso foco, madrigal à 5 voix, présent dans un recueil de 1604.
- Hor chè giunto, madrigal à 5 voix, présent dans un recueil de 1616.